# Gaspar Betancourt Cisneros

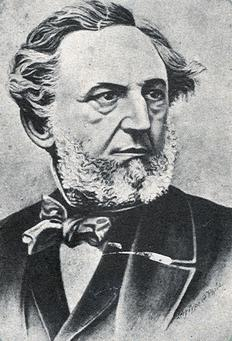
Gaspar Betancourt Cisneros

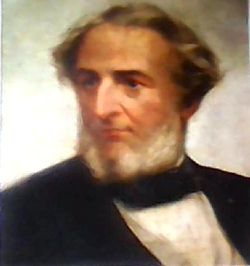
Gaspar Betancourt Cisneros

Gaspar Betancourt Cisneros (auch „Gaspar Betancourt y Cisneros“ geschrieben; * 28. April 1803 in Puerto Principe, heute Camagüey; † 7. Dezember 1866 in Havanna) war ein Spanischer Unternehmer und Autor. Er kämpfte für die Unabhängigkeit und wirtschaftliche Modernisierung Kubas. Er ist auch unter seinem Pseudonym „El Lugareño“ (span. „der Dörfler“) bekannt.

## Biografie
Nach Beendigung seiner Ausbildung 1822 in Camagüey ging er nach Philadelphia in den USA und arbeitete in einem Handelshaus. Während dieser Zeit knüpfte er Kontakte zu José Antonio Saco und anderen kubanischen und südamerikanischen Persönlichkeiten. 1823 wurde er Mitglied einer kubanischen Kommission die von New York nach Venezuela zu Simon Bolivar reiste um in Kuba eine Aufstandsbewegung gegen die spanische Kolonialmacht zu entwickeln.
Er wirkte ebenfalls an der in Havanna erscheinenden Wochenzeitschrift El Mensajero semanal mit, welche ab 19. August 1828 erschien und aufgrund politischen Druckes am 29. August 1831 eingestellt wurde. 1834 kehrte er nach Kuba zurück, wo er sich für den Bau der ersten Eisenbahnlinie Kubas 1836 von Puerto Principe nach Nuevitas und für eine bessere Bildung der Bevölkerung einsetzte. Ab 1837 schrieb er für die Gaceta de Puerto Príncipe, weiterhin arbeitete für das El Fanal (Camagüey) und das El Siglo in Havanna. 1846 musste er auf Anordnung von Capitán General O’Donell das Land verlassen. In New York nahm die politische Arbeit als President der kubanischen Gesellschaft auf. 1856 ging er nach Europa, wo er zunächst in Florenz lebte und danach in Paris, bis er 1861 nach Kuba zurückkehrte. Dort schrieb mit J. S. Thrasher Addresses delivered at the celebration of the third anniversary of the martyrs for Cuban freedom (Botschaft zur Feier des dritten Jahrestages der Martyrer der kubanischen Freiheit).
Die nach ihm benannte parallel zur Avenida Republica verlaufende Straße in Camagüey trägt sein Pseudonym El Lugareño und verläuft in Nord-Süd-Richtung durch das Stadtzentrum.

## Veröffentlichungen
- Cuestión de utilidad del ferrocarril de Nuevitas a Puerto Príncipe. Puerto Príncipe 1845.
- Ideas sobre la incorporación de Cuba en los Estados Unidos, en contraposición a las que ha publicado D. José Antonio Saco. New York, 1849.